# Leon Szot
Leon Szot – prof.UKSW dr hab. polski ksiądz katolicki, kapelan wojskowy, Zastępca Dyrektora Instytutu Socjologii UKSW. Od 2009 był kapelanem Agencji Bezpieczeństwa Wewnętrznego i kanclerzem kurii Ordynariatu Polowego Wojska Polskiego.
Najważniejsze publikacje:
- Obecni do końca, Wyd. Bonus Liber. Warszawa 2010.
- Znaczenie wsparcia społecznego w pozytywnej readaptacji osób wchodzących w konflikt z prawem. Studium z pracy socjalnej, Wyd. KUL. Lublin 2011[1][2].

Jest też pracownikiem naukowym Instytutu Socjologii UKSW.